# نظام التعمية
نظام التعمية هو مجموعة من خوارزميات التعمية اللازمة لتنفيذ خدمة أمان معينة مثل (السرية في التعمية)
عادةً ما يتكون نظام التعمية من ثلاث خوارزميات: واحدة لتوليد المفتاح، وواحدة للتعمية، وواحدة لفك التعمية. غالبًا ما يستخدم مصطلح "المعمي (Cipher وأحيانًا Cypher) للإشارة إلى زوج من الخوارزميات، أحدهما للتعمية والآخر لفك التعمية. لذلك، غالبًا ما يستخدم مصطلح «نظام التعمية» عندما تكون خوارزمية إنشاء المفتاح مهمة. لهذا السبب، يستخدم مصطلح «نظام التعمية» بشكل شائع للإشارة إلى تقنيات المفتاح العام، ومع ذلك تُستخدم كل من «المعمي» و«نظام التعمية» لتقنيات المفتاح المتناظر.

## التعريف الرسمي
رياضياتيًا، يمكن تعريف نظام التعمية أو مخطط التعمية على أنه نونية {\displaystyle ({\mathcal {P}},{\mathcal {C}},{\mathcal {K}},{\mathcal {E}},{\mathcal {D}})} بالخصائص التالية:
1. . {\displaystyle {\mathcal {P}}} هي مجموعة تسمى «مساحة النص العادي». تسمى عناصرها نصوص عادية.
2. . {\displaystyle {\mathcal {C}}} هي مجموعة تسمى «مساحة النص المعمى». تسمى عناصرها نصوص معماة.
3. . {\displaystyle {\mathcal {K}}} هي مجموعة تسمى «مساحة المفتاح». تسمى عناصره بالمفاتيح.
4. . {\displaystyle {\mathcal {E}}=\{E_{k}:k\in {\mathcal {K}}\}} هي مجموعة من الدوال. تسمى عناصره «دوال التعمية» \mathcal{P} \rightarrow \mathcal{C}</math>.
5. . {\displaystyle {\mathcal {D}}=\{D_{k}:k\in {\mathcal {K}}\}} هي مجموعة من الدوال. تسمى عناصرها «دوال فك التعمية»\mathcal{C} \rightarrow \mathcal{P}</math>.

لكل{\displaystyle e\in {\mathcal {K}}}, هناك {\displaystyle d\in {\mathcal {K}}} مثل ذلك {\displaystyle D_{d}(E_{e}(p))=p} للجميع {\displaystyle p\in {\mathcal {P}}}.
ملحوظة؛ عادةً ما يتم تعديل هذا التعريف من أجل التمييز بين مخطط التعمية على أنه إما مفتاح متماثل أو نوع مفتاح عمومي لنظام التعمية.

## مثال
المثال الكلاسيكي لنظام التعمية هو تعمية قيصر. المثال الأكثر حداثة هو نظام التعمية RSA .